# Bruckgut

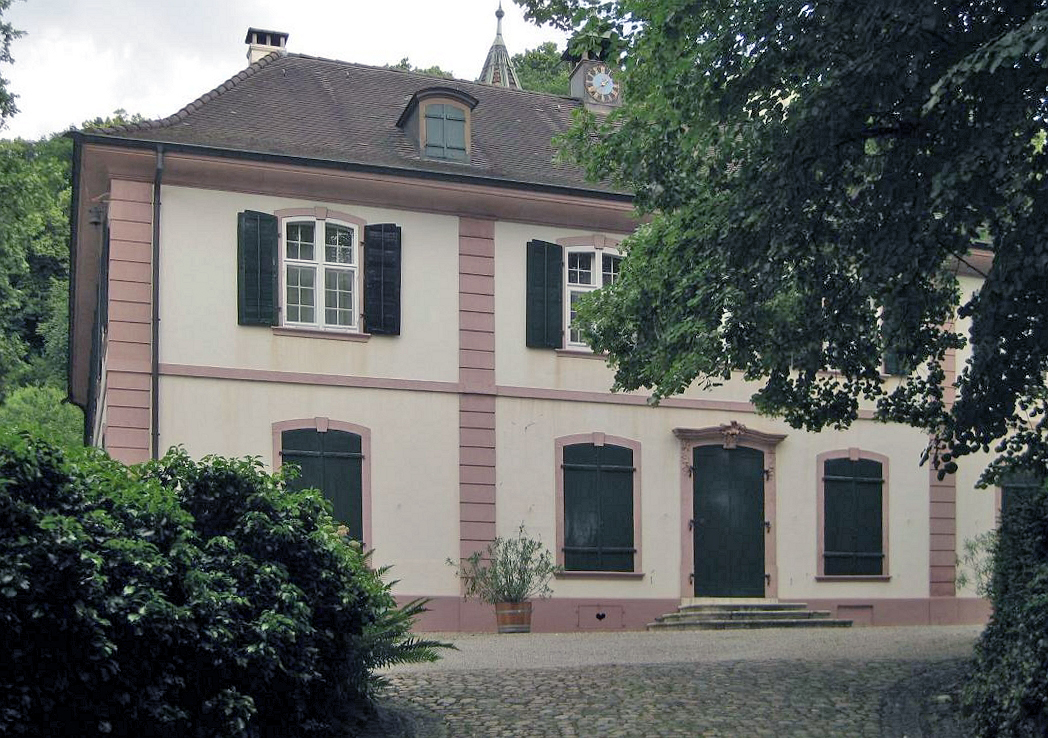
Hauptfassade des Bruckguts in Münchenstein bei Basel

Das Herrschaftshaus Bruckgut steht am rechten Birsufer, nördlich vom höher gelegenen Dorfkern in Münchenstein bei Basel, in der Schweiz. Das Anwesen ist im Schweizer Inventar der Kulturgüter von nationaler Bedeutung eingetragen.

## Lage
Das Anwesen Bruckgut liegt in der Münchensteiner Birsebene. Den wichtigsten Übergang über die Birs von Basel nach Münchenstein bildete bis Mitte des 18. Jahrhunderts eine Holzbrücke mit Zollhaus gegenüber dem heutigen Landhaus Bruckgut. Für den Bau der Eisenbahnbrücke wurde der Fluss in den Jahren 1874/75 begradigt und teilweise eingedämmt. Diese Teilstrecke der Jurabahn von Basel nach Delémont wurde am 23. September 1875 eröffnet. Hier passierte das Eisenbahnunglück von Münchenstein am 14. Juni 1891.

## Geschichte
Zuerst stand an der Stelle des Bruckgutes ein ummauertes Landgut, ein Haus mit Giebeldach. Der Privatsitz Bruckgut wurde für den Basler Fabrikanten Markus Weiss-Leissler (1696–1768) 1758 erbaut. Neben dem Herrschaftshaus Bruckgut befindet sich ein Gärtnerhaus. Der auf dem hochgelegenen Eckstein gebaute Aussichtspavillon ist aus dem Jahr 1764.
Der Hof Bruckgut wurde 1888 erbaut. Er folgt nicht dem charakteristischen Stil eines Baselbieter Bauernhauses, bei dem Wohnhaus und Stallungen einen Trakt bilden. Der Erbauer und Eigentümer des Hofes, Carl Geigy, hat die grundlegende Idee seines Baus aus Norwegen mitgebracht. Bei norwegischen Rittergütern sind Hof und Stallungen um einen Innenhof gruppiert und das Wohnhaus nimmt einen separaten Platz ein. 
Auf dem Hof ereigneten sich zwei grosse Brände. Der erste geschah 1931, als die Bruckgut-Scheune niederbrannte; 1992 brannte die Scheune ein zweites Mal. Der Gewölbekeller der Bruckgut wurde im Jahre 2006 zu einem Weinkeller umgebaut. Früher hatte er als Lagerort für Rüben gedient.

## Architektur
Das Herrschaftshaus Bruckgut ist ein Werk des Architekten Samuel Werenfels (1720–1800). Dieser erhielt die Aufgabe, das alte Giebelhaus wiederzuverwenden und eine breite Schauseite zur Strasse hin zu bauen. Zusätzlich gab es einen gegen Norden, im rechten Winkel, gerichteten Flügel. 
Die nördliche Flanke ist breiter als die südliche, weil Werenfels letztere aus dem Altbau übernahm. Abgegrenzt und seitlich von den Nutzbauten öffnet sich ein grösserer Hof vor einem doppelgiebeligen Hauptgebäude. Auf der Rückfront des Gebäudes verrät ein polygonaler Turm mit Treppengiebel die eingebauten Mauerpartien des Altbaus aus dem 16. oder 17. Jahrhundert.
Die Anordnung und Aufteilung der Hauptfassade entspricht französischem Muster. In der Mitte ist eine dreiachsige Eingangspartie. Die Eingangspartie ist von zwei ungleichmässigen Flügeln flankiert, die durch senkrechte Quaderlisenen getrennt sind. Unter einem Walmdach mit Lukarnen werden die massstäblich unterschiedlichen Bauteile zusammengefasst.
An der Strassenfassade ist eine schmucke Portal mit der Rocaille im Scheitel des flachen Türbogens. Im Inneren, seitlich der geräumigen Eingangshalle (als Sommerhaus eingerichtet) sind die Räume angeordnet. Im ersten Geschoss, durch den Treppenturm erreichbar, sind die Räume kleiner als im unteren Geschoss. In der Halle sind sehr augenscheinlich die Decke mit Rokokostuck, von Caspar Messler, sowie der Wandnischenbrunnen, die tambourartigen Schränke und die Gemälde über den Türen (Supraporten). Rechts von der Halle ist das Wohnzimmer, ebenfalls mit Stuckdecke und mit ein Cheminée in Louis-XV-Stil. Das Esszimmer ist auf der linken Seite und ist ähnlich ausgestattet.
Im Obergeschoss des südlichen Teils sind die beiden Chinesenzimmer. Das kleine Chinesenzimmer mit den Wachstuchtapeten der Manufaktur J. J. Nothnagel (Frankfurt) wahrscheinlich aus dem Jahre 1761. Auf ein reich umrahmten Panneaux sind verschiedene chinesische Szenerien dargestellt. Im grossen Chinesenzimmer sind Wände mit Tapeten in Öl auf Leinwand bespannt. Diese kommen aus einer Frankfurter Manufaktur und es handelt sich hier um eine fortlaufende Bildfolgen mit chinesischen Sujets.
Im nördlichen Flügel befindet sich das grosse Eckzimmer, dass mit einem turmartigen Kachelofen ausgestattet ist. Das Eckzimmer hat Eckschränken und einen grossen Spiegel.